# Hoplia aurotincta
Hoplia aurotincta är en skalbaggsart som beskrevs av Leon Fairmaire 1888. Hoplia aurotincta ingår i släktet Hoplia och familjen Melolonthidae. Inga underarter finns listade i Catalogue of Life.